# Карунський скарб

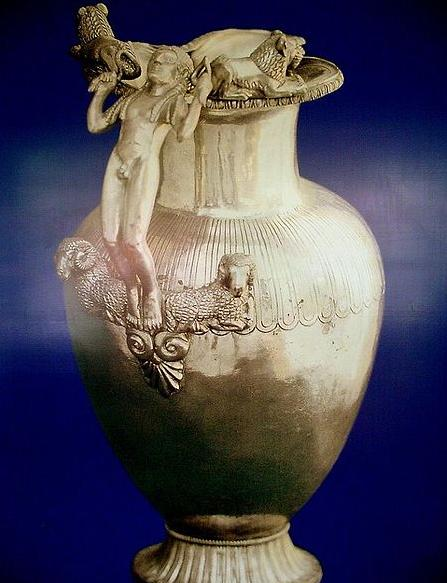
Глечик із колекції

«Карунський скарб» (або Lydian Hoard) — назва, дана колекції із 363 артефактів Лідії, що відносяться до VII століття до нашої ери і знайдені в провінції Ушак (на заході Туреччини). Скарб став предметом судових суперечок між Туреччиною і нью-йоркським музеєм Метрополітен у період між 1987 і 1993 роками. У підсумку, колекція була повернена Туреччині в 1993 році — після того, як американський музей визнав, що в момент придбання знав про те, що предмети були викрадені. Сьогодні всі предмети виставлені в Музеї археології провінції Ушак   .
Колекція знову стала предметом сенсаційних новин у травні 2006 року, коли було виявлено, що ключовий артефакт скарбу — золотий гіпокамп, виставлений у музеї Ушака разом з усією іншою колекцією — є підробкою; оригінал був замінений копією, ймовірно, десь у період з березня по серпень 2005 року.
Ще одним терміном, використовуваним для позначення колекції, є «Скарби Креза». Хоча час створення артефактів близький до термінів правління Креза, питання про те, чи слід їх вважати безпосередньо пов'язаними з легендарним царем Лідії, залишається й дотепер суперечливим. Легенда про багатство Креза була поширеною у низці азійських культур (у дусі, подібному його славі в західних культурах); на Сході він згадується як Карун (арабська і турецька культури), при цьому міфічний розмір його статків породжує приказки, подібні російській «багатий, як Крез».

## Відкриття скарбу і його контрабанда
Головна і найцінніша частина скарбу — це могильна кімната лідійської принцеси, знайдена у результаті незаконних розкопок, проведених трьома копачами біля села Гюре (провінція Ушак), у безпосередній близькості від якого перебувала гробниця — у місцевості під назвою «Топтепе». Проводячи розкопки протягом декількох днів і не в змозі «прорватися» крізь мармурову кладку дверей поховальної камери, копачі підірвали дах гробниці в ніч на 6 червня 1966 року. Перед їх очима постав «захопливий вид» похованої лідійської дворянки та її скарби, що були недоторканними понад 2600 років.
До скарбів, викраденим із цієї могили, пізніше додалися і подальші знахідки, зроблені тими ж копачами, в інших курганах місцевості Топтепе протягом 1966—1967 років. Потім дана колекція була контрабандним шляхом вивезена за межі Туреччини — частинами, через Ізмір і Амстердам — і куплена між 1967—1968 роками музеєм Метрополітен, який заплатив за дві сотні предметів 1,2 мільйона доларів США .

## Судовий процес
Зусилля цілого ряду змінюваних один одного турецьких урядів, спрямовані на збір і повернення колекції, були ініційовані журналістом Озгеном Акаром. Акар випадково побачив деякі експонати в 1984 році, у каталозі музею Метрополітен, і повідомив міністерству культури Туреччини про їхнє явно незаконне походження. Водночас він написав кілька статей і ініціював розслідування по бюрократичних турецьких каналах.
Пізніше Озген Акар діяв як «добровільний посланець» уряду Туреччини у межах судового розгляду, розпочатого в Нью-Йорку у 1987 році і завершеного в 1993. Водночас він був призначений консультантом із даного питання у самій Туреччині (у роботі з УНІДРУА, що стосується охорони історичної, культурної і релігійної спадщини). Ім'я журналіста Акара є сьогодні в Туреччині загальним для людей, які займаються пошуками іншої контрабандної колекції — під назвою «Elmalı Treasure».

## Музей Ушака
Явна потреба в музеї, гідному подібної «колекції скарбів», озвучувалася відтоді, як артефакти повернулися до Туреччини. Після передачі владі країни десяти інших незаконно знайдених артефактів, а також низці інших подібних знахідок, був накопичений фонд для музею. Він, у цілому, складався з 375 предметів. Але невеликий музей в Ушаці, куди була тимчасово поміщена колекція, спочатку планувався як музей килимів і працював у жорстких умовах бюджетних і кадрових обмежень: він не відповідав повністю і вимогам з безпеки. Сумніви у придатності цього місця тільки зміцнилися у зв'язку з подачею (наразі незавершених) судових позовів проти співробітників музею — у зв'язку з крадіжкою 2007 року. Колишній директор музею залишається єдиною людиною, яка все ще перебуває під вартою, з десяти спочатку обвинувачених у межах справи про підміну гіпокампу .

## Прокляття скарбів
У Ушаці і за його межами існує легенда про «прокляття», пов'язане зі скарбом. Легенда свідчить, що семеро чоловіків, які брали участь у незаконних розкопках, «померли насильницькою смертю або пережили великі нещастя».